# Akina Shirt
Akina Shirt (née le 13 juillet 1994 à Edmonton au Canada) est une chanteuse connue pour ses performances en langue Cri.

## Biographie
En 2007, Akina s'est démarquée en étant la première chanteuse amérindienne à chanter le Ô Canada dans un événement d'envergure nationale. Lors de la joute des Flames de Calgary, elle a chanté une traduction de l'hymne national canadien pour la première fois dans une langue autochtone des Premières nations du Canada. Cette performance fut très remarquée et diffusée d'un océan à l'autre à la télévision nationale. La traduction Cri de l'hymne national est un hommage au rôle fondateur des Premières Nations dans la formation du Canada.
Elle chante également dans trois ensemble vocaux : la chorale Victoria’s Junior High, la chorale de Shumayela (Kokopelli Junior) et dans la chorale Sacred Heart Church of First People’s. Elle reçoit aussi un entraînement vocal intensif au Conservatoire de musique de l'Alberta.
Récemment, elle a enregistré un album contenant 5 chansons en Cri pour l'Alberta Education, album lancé en 2007. Elle a enregistré l'album pour la fondation qui amasse des fonds pour subvenir en aide aux réserves amérindiennes isolées.